# Dahod
Dahod – miasto w Indiach, w stanie Gudźarat. W 2011 roku liczyło 118 846 mieszkańców.